# Bandas de frecuencias LTE

## Frecuencias LTE

### Bandas de frecuencia y anchos de banda de canal
De las Tablas 5.5-1 "E-UTRA Operating Bands" y 5.6.1-1 "E-UTRA Channel Bandwidth" de la más reciente versión publicada del estándar 3GPP TS 36.101 y que se refieren, respectivamente, a las bandas operativas y el ancho de banda asociado a éstas, la tabla siguiente enumera las bandas de frecuencia especificadas de LTE y los anchos de banda de canal que cada banda soporta:
| Banda E-UTRA | Modo Duplex | ƒ (MHz) | Nombre Común                             | Incluido en (subconjunto de) Bandas | Enlace ascendente (UL) BS recibido UE transmitido (MHz) | Enlace descendente (DL) BS transmitido UE recibido (MHz) | Dúplex espaciado (MHz) | Canal anchos de banda (MHz) |
| ------------ | ----------- | ------- | ---------------------------------------- | ----------------------------------- | ------------------------------------------------------- | -------------------------------------------------------- | ---------------------- | --------------------------- |
| 1            | FDD         | 2100    | IMT                                      | 65                                  | 1920 – 1980                                             | 2110 – 2170                                              | 190                    | 5, 10, 15, 20               |
| 2            | FDD         | 1900    | Bloques PCS A-F                          | 35                                  | 1850 – 1910                                             | 1930 – 1990                                              | 80                     | 1.4, 3, 5, 10, 15, 20       |
| 3            | FDD         | 1800    | DCS                                      | 54                                  | 1710 – 1785                                             | 1805 – 1880                                              | 95                     | 1.4, 3, 5, 10, 15, 20       |
| 4            | FDD         | 1700    | Bloques AWS A-F (AWS-1)                  | 66                                  | 1710 – 1755                                             | 2110 – 2155                                              | 400                    | 1.4, 3, 5, 10, 15, 20       |
| 5            | FDD         | 850     | CLR                                      | 26                                  | 824 – 849                                               | 869 – 894                                                | 45                     | 1.4, 3, 5, 10               |
| 6            | FDD         | 850     | Japón UMTS 800 (obsoleto)                | 26                                  | 830 – 840                                               | 875 – 885                                                | 45                     | 5, 10                       |
| 7            | FDD         | 2600    | IMT-E                                    | 2500 – 2570                         | 2620 – 2690                                             | 120                                                      | 5, 10, 15, 20          |                             |
| 8            | FDD         | 900     | E-GSM                                    | 880 – 915                           | 925 – 960                                               | 45                                                       | 1.4, 3, 5, 10          |                             |
| 9            | FDD         | 1800    | UMTS 1700 / Japón DCS                    | 3                                   | 1749.9 – 1784.9                                         | 1844.9 – 1879.9                                          | 95                     | 5, 10, 15, 20               |
| 10           | FDD         | 1700    | Bloques Extendidos AWS A-I               | 66                                  | 1710 – 1770                                             | 2110 – 2170                                              | 400                    | 5, 10, 15, 20               |
| 11           | FDD         | 1500    | PDC Inferior                             | 1427.9 – 1447.9                     | 1475.9 – 1495.9                                         | 48                                                       | 5, 10                  |                             |
| 12           | FDD         | 700     | Bloques Inferiores SMH A/B/C             | 699 – 716                           | 729 – 746                                               | 30                                                       | 1.4, 3, 5, 10          |                             |
| 13           | FDD         | 700     | Bloque Superior SMH C                    | 777 – 787                           | 746 – 756                                               | −31                                                      | 5, 10                  |                             |
| 14           | FDD         | 700     | Bloque Superior SMH D                    | 788 – 798                           | 758 – 768                                               | −30                                                      | 5, 10                  |                             |
| 15           | FDD         | 2600    | Anteriormente reservado (obsoleto)       | 1900 – 1920                         | 2600 – 2620                                             | 700                                                      | 5, 10                  |                             |
| 16           | FDD         | 2600    | Anteriormente reservado (obsoleto)       | 2010 – 2025                         | 2585 – 2600                                             | 575                                                      | 5, 10, 15              |                             |
| 17           | FDD         | 700     | Bloques Inferiores SMH B/C               | 12                                  | 704 – 716                                               | 734 – 746                                                | 30                     | 5, 10                       |
| 18           | FDD         | 850     | Banda Inferior Japón 800                 | 26                                  | 815 – 830                                               | 860 – 875                                                | 45                     | 5, 10, 15                   |
| 19           | FDD         | 850     | Banda Superior Japón 800                 | 26                                  | 830 – 845                                               | 875 – 890                                                | 45                     | 5, 10, 15                   |
| 20           | FDD         | 800     | EU Digital Dividend                      | 832 – 862                           | 791 – 821                                               | −41                                                      | 5, 10, 15, 20          |                             |
| 21           | FDD         | 1500    | PDC Superior                             | 1447.9 – 1462.9                     | 1495.9 – 1510.9                                         | 48                                                       | 5, 10, 15              |                             |
| 22           | FDD         | 3500    | 3410 – 3490                              | 3510 – 3590                         | 100                                                     | 5, 10, 15, 20                                            |                        |                             |
| 23           | FDD         | 2000    | S-Band (AWS-4)                           | 2000 – 2020                         | 2180 – 2200                                             | 180                                                      | 1.4, 3, 5, 10, 15, 20  |                             |
| 24           | FDD         | 1600    | Banda-L (US)                             | 1626.5 – 1660.5                     | 1525 – 1559                                             | −101.5                                                   | 5, 10                  |                             |
| 25           | FDD         | 1900    | Bloques extendidos PCS A-G               | 1850 – 1915                         | 1930 – 1995                                             | 80                                                       | 1.4, 3, 5, 10, 15, 20  |                             |
| 26           | FDD         | 850     | CLR extendido                            | 814 – 849                           | 859 – 894                                               | 45                                                       | 1.4, 3, 5, 10, 15      |                             |
| 27           | FDD         | 850     | SMR (adyacente a la banda 5)             | 807 – 824                           | 852 – 869                                               | 45                                                       | 1.4, 3, 5, 10          |                             |
| 28           | FDD         | 700     | APT                                      | 55                                  | 703 – 748                                               | 758 – 803                                                | 3, 5, 10, 15, 20       |                             |
| 29           | FDD / CA    | 700     | Bloques inferiores SMH D/E               | N/A                                 | 717 – 728                                               | N/A                                                      | 3, 5, 10               |                             |
| 30           | FDD         | 2300    | Bloques WCS A/B                          | 2305 – 2315                         | 2350 – 2360                                             | 45                                                       | 5, 10                  |                             |
| 31           | FDD         | 450     | 452.5 – 457.5                            | 462.5 – 467.5                       | 10                                                      | 1.4, 3, 5                                                |                        |                             |
| 32           | FDD / CA    | 1500    | Banda-L (EU)                             | 50, 75                              | N/A                                                     | 1452 – 1496                                              | 5, 10, 15, 20          |                             |
| 33           | TDD         | 2100    | IMT                                      | 39                                  | 1900 – 1920                                             | 1900 – 1920                                              | N/A                    | 5, 10, 15, 20               |
| 34           | TDD         | 2100    | IMT                                      | 2010 – 2025                         | 2010 – 2025                                             | N/A                                                      | 5, 10, 15              |                             |
| 35           | TDD         | 1900    | PCS (enlace ascendente)                  | 1850 – 1910                         | 1850 – 1910                                             | N/A                                                      | 1.4, 3, 5, 10, 15, 20  |                             |
| 36           | TDD         | 1900    | PCS (enlace descendente)                 | 1930 – 1990                         | 1930 – 1990                                             | N/A                                                      | 1.4, 3, 5, 10, 15, 20  |                             |
| 37           | TDD         | 1900    | PCS (Duplex spacing)                     | 1910 – 1930                         | 1910 – 1930                                             | N/A                                                      | 5, 10, 15, 20          |                             |
| 38           | TDD         | 2600    | IMT-E (Duplex Spacing)                   | 41                                  | 2570 – 2620                                             | 2570 – 2620                                              | N/A                    | 5, 10, 15, 20               |
| 39           | TDD         | 1900    | DCS-IMT gap                              | 1880 – 1920                         | 1880 – 1920                                             | N/A                                                      | 5, 10, 15, 20          |                             |
| 40           | TDD         | 2300    | 2300 – 2400                              | 2300 – 2400                         | N/A                                                     | 5, 10, 15, 20                                            |                        |                             |
| 41           | TDD         | 2500    | BRS / EBS                                | 2496 – 2690                         | 2496 – 2690                                             | N/A                                                      | 5, 10, 15, 20          |                             |
| 42           | TDD         | 3500    | 3400 – 3600                              | 3400 – 3600                         | N/A                                                     | 5, 10, 15, 20                                            |                        |                             |
| 43           | TDD         | 3700    | 3600 – 3800                              | 3600 – 3800                         | N/A                                                     | 5, 10, 15, 20                                            |                        |                             |
| 44           | TDD         | 700     | APT                                      | 703 – 803                           | 703 – 803                                               | N/A                                                      | 3, 5, 10, 15, 20       |                             |
| 45           | TDD         | 1500    | Banda-L (China)                          | 1447 – 1467                         | 1447 – 1467                                             | N/A                                                      | 5, 10, 15, 20          |                             |
| 46           | TDD         | 5200    | NII                                      | 5150 – 5925                         | 5150 – 5925                                             | N/A                                                      | 20                     |                             |
| 65           | FDD         | 2100    | IMT Extendido                            | 1920 – 2010                         | 2110 – 2200                                             | 190                                                      | 5, 10, 15, 20          |                             |
| 66           | FDD         | 1700    | Bloques extendidos AWS A-J (AWS-1/AWS-3) | 1710 – 1780                         | 2110 – 2200                                             | 400                                                      | 5, 10, 15, 20          |                             |
| 67           | FDD / CA    | 700     | EU 700                                   | N/A                                 | 738 – 758                                               | N/A                                                      | 5, 10, 15, 20          |                             |

### Despliegues de banda por región
La tabla siguiente muestra el estandarizado de bandas LTE y su uso regional. Las principales bandas LTE están en letra Negrita. Bandas de frecuencia para futuros despliegues y de usos muy improbables están en letra cursiva.
- Redes en LTE-bandas 1, 3, 7, 28 (FDD-LTE) o 38, 40 (TDD-LTE) es propio para futuro global roaming en ITU Regiones 1, 2 y 3.
- Redes en LTE-banda 8 (FDD-LTE) puede dejar global roaming en el futuro (ITU Regiones 1, 2 y 3) (perspectiva de Largo plazo).
- Redes en LTE-banda 20 (FDD-LTE) es propio sólo en ITU Región 1 (EMEA).
- Redes en LTE-bandas 2 y 4 (FDD-LTE) es propio sólo para roaming en ITU Región 2 (América).

| Banda E-UTRA | Modo Duplex  | ƒ (MHz) | Nombre Común | Norte América | Latinoamérica | Europa | Asia | África                                  | Oceanía                                                                                   |
| ------------ | ------------ | ------- | ------------ | --- | --- | --- | --- | --------------------------------------- | ----------------------------------------------------------------------------------------- |
| 01           | FDD          | 2100    | IMT          | | Brasil: Nextel. : República Dominicana: Viva. | República Checa: Vodafone. Polonia: Play. España: Orange, Vodafone, Movistar y Yoigo                                                                       | Japón: au, NTT Docomo y SoftBank Mobile. Filipinas: Smart. Corea del Sur: LG U+ y SK Telecom. Tayikistán: Babilon Mobile. Tailandia: DTAC, TrueMove-H y AIS. | Angola: Unitel.                         | : Australia: Optus.                                                                       |
| 02           | FDD          | 1900    | PCS A-F      | | Argentina: Movistar, Claro y Personal. Panamá: Digicel (Panamá), Claro (Panamá), TIGO (Panamá) y +Movil (Panamá). Paraguay: Personal. Perú: Claro, Bitel (solo Lima Metropolitana). Uruguay: Movistar. Chile: Entel Colombia: Movistar Nicaragua ENITEL-CLARO                                          | | |                                         |                                                                                           |
| 03           | FDD          | 1800    | DCS          | | Aruba: SETAR. · : Brasil: Nextel, Vivo, Oi, Claro y TIM. Cuba: ETECSA · Islas Caimán: Digicel Cayman. · : Costa Rica Claro y Movistar. · : República Dominicana: Altice. · : Venezuela: Digitel GSM. ·                                                                                                 | España: Orange, Vodafone, Movistar y Yoigo. | |                                         |                                                                                           |
| 04           | FDD          | 1700    | AWS A-F      | | Argentina: Movistar, Claro y Personal. Chile: WOM. : República Dominicana: Claro. Paraguay: Tigo y Vox. Venezuela: Movistar y Movilnet Perú: Movistar y Entel. Bolivia: Nuevatel. Uruguay: Antel, Claro. Colombia: Movistar, Tigo , WOM (Avantel)                                                      | | |                                         |                                                                                           |
| 05           | FDD          | 850     | CLR          | : Estados Unidos: AT&T y U.S. Cellular. | Argentina: Personal. Panamá: TIGO (Panamá) y +Movil (Panamá) Nicaragua ENITEL-CLARO Colombia: Movistar. | | : Camboya: SEATEL. : China: China Telecom. : Malasia: Telekom Malaysia. : Corea del Sur: LG U+ y SK Telecom.                                                 |                                         | : Australia: Vodafone.                                                                    |
| 07           | FDD          | 2600    | IMT-E        | Canadá: Bell y Rogers. | Argentina: Movistar, Claro y Personal. Perú: Claro, Bitel (algunas provincias), Chile: Entel, Uruguay:(Movistar, Antel) Colombia: Claro , WOM | España: Orange, Vodafone, Movistar. | | Ghana: Surfline. Zambia: MTN, Zamtel.   | Australia: Optus, Telstra. Nueva Zelanda: Spark (en pruebas).                             |
| 08           | FDD          | 900     | E-GSM        | | Argentina: Personal (refarming espectro de Nextel). El Salvador: Digicel · Perú: Bitel. · : Venezuela: Digitel GSM. | España: Orange, Vodafone, Movistar. República Checa: Vodafone (temporalmente). Países Bajos: T-Mobile. Eslovenia: Telekom Slovenije. Suecia: Net4Mobility. | Japón: SoftBank. Corea del Sur: KT. Taiwan: CHT, Taiwan Star Telecom y Ambit (planificado). Tailandia: TrueMove H.                                           |                                         |                                                                                           |
| 09           | FDD          | 1800    |              | | | Japón (SoftBank, NTT Docomo) (compatible con la banda 3)                                                                                                   | |                                         |                                                                                           |
| 10           | FDD          | 1700    | EAWS A-I     | | | | |                                         |                                                                                           |
| 11           | FDD          | 1500    | LPDC         | | | | Japón (au) |                                         |                                                                                           |
| 12           | FDD          | 700     | LSMH A/B/C   | Canadá (Bell), Guam (iConnect, IT&E Overseas), Northern Marianna Islands (IT&E Overseas), USA (AT&T, T-Mobile, U.S. Cellular, Regional carriers) | | | |                                         | Kiribati (TSKL)                                                                           |
| 13           | FDD          | 700     | USMH C       | USA (Verizon), Canadá (Bell, EastLink, Feenix, MTS, SaskTel, Telus, Vidéotron) (planned)                                                         | Bolivia (Entel), Puerto Rico (Open Mobile), Turks and Caicos Islands (C&W LIME) | | |                                         |                                                                                           |
| 14           | FDD          | 700     | USMH D       | USA (Public Safety) | | | |                                         |                                                                                           |
| 17           | FDD          | 700     | LSMH B/C     | Bolivia (Tigo), Canadá (Rogers), Guam NTT DoCoMo, USA (AT&T, T-Mobile )                                                                          | Antigua & Barbuda (Digicel), Bahamas (BTC), Cayman Islands (C&W LIME), Dominica (Digicel), Turks and Caicos Islands (Digicel), Puerto Rico (Claro) | | |                                         |                                                                                           |
| 18           | FDD          | 800     |              | | | | Japón (au) (Para ser reemplazado por la banda 26) |                                         |                                                                                           |
| 19           | FDD          | 800     |              | | | | Japón (NTT Docomo) (Para ser reemplazado por la banda 26) |                                         |                                                                                           |
| 20           | FDD          | 800     | EUDD         | | | España: Orange, Vodafone, Movistar. | Kuwait (Ooredoo), Catar (Ooredoo, Vodafone), UAE (du) |                                         | New Caledonia (OPT)                                                                       |
| 21           | FDD          | 1500    | UPDC         | | | | Japón (NTT Docomo) |                                         |                                                                                           |
| 22           | FDD          | 3500    |              | | | | |                                         |                                                                                           |
| 23           | FDD          | 2000    | S-Band       | USA (DISH) | | | |                                         |                                                                                           |
| 24           | FDD          | 1600    | Banda-L      | USA (LightSquared) | | | |                                         |                                                                                           |
| 25           | FDD          | 1900    | EPCS A-G     | USA (Sprint) | | | |                                         |                                                                                           |
| 26           | FDD          | 850     | ECLR         | USA (Sprint) | | | |                                         |                                                                                           |
| 27           | FDD          | 800     | SMR          | | | | |                                         |                                                                                           |
| 28           | FDD          | 700     | APT          | | México (ALTAN Redes), Argentina (Movistar Argentina, Claro Argentina, Personal (Argentina)), Perú (Claro, Movistar, Entel), Chile (Claro, Movistar, Entel), Panamá (Movistar Panamá, Claro, Digicel, Más Móvil), Uruguay:(Movistar, Antel, Claro). Colombia: Tigo , Claro , WOM Nicaragua ENITEL-CLARO | España: Orange, Vodafone y Movistar | Japón (au, NTT docomo, Softbank (planned)), Taiwán (APT, FarEasTone, Taiwan Mobile, Ambit Microsystems Corp (planned))                                       | España: Orange, Vodafone y Movistar     | Australia (Optus, Telstra), Nueva Zelanda (Vodafone, Spark), Papúa Nueva Guinea (Digicel) |
| 29           | FDD          | 700     | LSMH D/E     | USA (AT&T, DISH) | | | |                                         |                                                                                           |
| 30           | FDD          | 2300    | WCS A/B      | USA (AT&T) | | | |                                         |                                                                                           |
| 31           | FDD          | 450     |              | | | Finland (Ukko Mobile) | |                                         |                                                                                           |
| 32           | FDD          | 1400    | Banda-L      | | | | |                                         |                                                                                           |
| 33           | TDD          | 2100    | IMT          | | | | |                                         |                                                                                           |
| 34           | TDD          | 2100    | IMT          | | | | |                                         |                                                                                           |
| 35           | TDD          | 1900    | PCS          | | | | |                                         |                                                                                           |
| 36           | TDD          | 1900    | PCS          | | | | |                                         |                                                                                           |
| 37           | TDD          | 1900    | PCS          | | | | |                                         |                                                                                           |
| 38           | TDD          | 2600    | IMT-E        | Canadá (SaskTel) | Brasil(On Telecom, SKY Brasil), Colombia (DirecTV), : República Dominicana: (WIND Telecom), Perú: Claro. | Arabia Saudita (Mobily, Zain), Sri Lanka (SLT) | | Ghana (Blu), Uganda (MTN, Vodafone)     |                                                                                           |
| 39           | TDD          | 1900    |              | | | | China (China Mobile) |                                         |                                                                                           |
| 40           | TDD          | 2300    |              | Canadá (Telus) | Perú: Bitel, Entel | Lituania (mezon), Rusia (Tele2, Vainah Telecom) | | South Africa (Telkom), Tanzania (Smart) | Australia (NBN Co, Optus), Vanuatu (WanTok)                                               |
| 41           | TDD          | 2500    | BRS/EBS      | Estados Unidos (Sprint, Redzone Wireless, SpeedConnect, nTelos (in Trial)), Trinidad y Tobago (TSTT)                                             | | | China (China Mobile, China Telecom, China Unicom), India (BSNL), Japón (KDDI (UQ), SoftBank (WCP)), Philippines (Globe)                                      | Madagascar (Blueline)                   |                                                                                           |
| 42           | TDD          | 3500    |              | Canadá (ABC Communications, Bell Mobility, CGI Wireless, Telus, Xplornet)                                                                        | Chile [Solo Servicio Hogar] (Entel, Claro) | Belgium (b-lite), Spain NEO-SKY, United Kingdom (UK Broadband)                                                                                             | Bahrain (Menatelecom), Philippines (PLDT), Japón (au, NTT DoCoMo, SoftBank (planned))                                                                        |                                         |                                                                                           |
| 43           | TDD          | 3700    |              | | | United Kingdom (UK Broadband) | |                                         |                                                                                           |
| 44           | TDD          | 700     | APT          | | | | China (in Trial) |                                         |                                                                                           |
| 45           | TDD          | 1500    |              | | | | China (no deployments) |                                         |                                                                                           |
| 65           | FDD          | 2100    | EIMT         | | | | |                                         |                                                                                           |
| 66           | FDD          | 1700    | EAWS A-J     | USA (AT&T, DISH, T-Mobile, Verizon), Canadá (Bell, EastLink, Telus, Vidéotron, Wind) (no deployments)                                            | 🇨🇱 Chile WOM AWS - C Nicaragua ENITEL-CLARO | | |                                         |                                                                                           |
| not assigned | FDD          | 1700    | AWS-3 A1/B1  | USA (DISH) | | | |                                         |                                                                                           |
| not assigned | FDD          | 1900    | EPCS H       | USA (DISH) | | | |                                         |                                                                                           |
| E-UTRA Band  | Duplex- Mode | ƒ (MHz) | Nombre común | Norteamérica | Latinoamérica | Europa | Asia | África                                  | Oceanía                                                                                   |

## Frecuencias UMTS
Las bandas de frecuencia UMTS son frecuencias de radio utilizadas por las redes de tercera generación (3G) del Sistema Universal de Telecomunicaciones Móviles inalámbricas. Estas fueron asignadas por el delegado de la Conferencia Administrativa Mundial de Radiocomunicaciones (CAMR-92), celebrada en Málaga-Torremolinos, España entre el 3 de febrero de 1992 y el 3 de marzo de 1992. La Resolución 212 (Rev.CMR-97), adoptada en la Conferencia Mundial de Radiocomunicaciones celebrada en Ginebra, Suiza, en 1997, hizo suyas las bandas específicamente para la especificación de las telecomunicaciones móviles internacionales-2000 (IMT-2000) al referirse a S5.388, que establece "las bandas de 1,885-2,025 MHz y 2,110-2,200 MHz son destinados al consumo, a nivel mundial, por las administraciones que deseen introducir las Telecomunicaciones móviles Internacionales 2000 (IMT-2000). Este uso no se opone a la utilización de estas bandas por otros servicios a los que están asignados. las bandas deben estar disponibles para su IMT-2000 de acuerdo con la Resolución 212 (Rev. CMR-97) ". Para adaptarse a la realidad de que estas bandas definidas inicialmente ya estaban en uso en varias regiones del mundo, la asignación inicial ha sido modificada varias veces para incluir otras bandas de frecuencia de radio.

### Bandas de frecuencias y anchuras de banda de canal para UMTS-FDD
La tecnología UMTS-FDD, según la especificación técnica TS 25.101 ha sido estandarizada para el uso en las siguientes bandas apareadas:
| Banda UTRA | ƒ (MHz) | Nombre común | Frecuencias de transmisión de enlace ascendente UE (MHz) | Frecuencias de transmisión de enlace descendente UE (MHz) | Número de canal (enlace ascendente) UARFCN                                                               | Número de canal (enlace descendente) UARFCN                                                              | Espacio Dúplex (MHz) | Rango de frecuencia central (MHz)                                                                         | Ecuación UARFCN (c = frecuencia central en MHz) |
| ---------- | ------- | ------------ | -------------------------------------------------------- | --------------------------------------------------------- | --- | --- | -------------------- | --- | ----------------------------------------------- |
| 1          | 2100    | IMT          | 1920 - 1980                                              | 2110 - 2170                                               | 9612 - 9888                                                                                              | 10562 - 10838                                                                                            | 190                  | 2112.4 - 2167.6, incremento = 0.2                                                                         | 5 * c                                           |
| 2          | 1900    | PCS A-F      | 1850 - 1910                                              | 1930 - 1990                                               | 9262 - 9538 adicional 12, 37, 62, 87, 112, 137, 162, 187, 212, 237, 262, 287                             | 9662 - 9938 adicional 412, 437, 462, 487, 512, 537, 562, 587, 612, 637, 662, 687                         | 80                   | 1932.4 - 1987.6, incremento = 0.2 1932.5 - 1987.5, incremento = 5                                         | 5 * c 5 * (c - 1850.1 MHz)                      |
| 3          | 1800    | DCS          | 1710 - 1785                                              | 1805 - 1880                                               | 937 - 1288                                                                                               | 1162 - 1513                                                                                              | 95                   | 1807.4 - 1877.6, incremento = 0.2                                                                         | 5 * (c - 1525 MHz)                              |
| 4          | 1700    | AWS A-F      | 1710 - 1755                                              | 2110 - 2155                                               | 1312 - 1513 adicional 1662, 1687, 1712, 1737, 1762, 1787, 1812, 1837, 1862                               | 1537 - 1738 adicional 1887, 1912, 1937, 1962, 1987, 2012, 2037, 2062, 2087                               | 400                  | 2112.4 - 2152.6, incremento = 0.2 2112.5 - 2152.5, incremento = 5                                         | 5 * (c - 1805 MHz) 5 * (c - 1735.1 MHz)         |
| 5          | 850     | CLR          | 824 - 849                                                | 869 - 894                                                 | 4132 - 4233 adicional 782, 787, 807, 812, 837, 862                                                       | 4357 - 4458 adicional 1007, 1012, 1032, 1037, 1062, 1087                                                 | 45                   | 871.4 - 891.6, incremento = 0.2 871.5, 872.5, 876.5, 877.5, 882.5, 887.5                                  | 5 * c 5* (c - 670.1 MHz)                        |
| 6          | 800     |              | 830 - 840                                                | 875 - 885                                                 | 4162 - 4188 adicional 812, 837                                                                           | 4387 - 4413 adicional 1037, 1062                                                                         | 45                   | 877.4 - 882.6, incremento = 0.2 877.5, 882.5                                                              | 5 * c 5 * (c - 670.1 MHz)                       |
| 7          | 2600    | IMT-E        | 2500 - 2570                                              | 2620 - 2690                                               | 2012 - 2338 adicional 2362, 2387, 2412, 2437, 2462, 2487, 2512, 2537, 2562, 2587, 2612, 2637, 2662, 2687 | 2237 - 2563 adicional 2587, 2612, 2637, 2662, 2687, 2712, 2737, 2762, 2787, 2812, 2837, 2862, 2887, 2912 | 120                  | 2622.4 - 2687.6, incremento = 0.2 2622.5 - 2687.5, incremento = 5                                         | 5 * (c - 2100 MHz) 5 * (c - 2105.1 MHz)         |
| 8          | 900     | E-GSM        | 880 - 915                                                | 925 - 960                                                 | 2712 - 2863                                                                                              | 2937 - 3088                                                                                              | 45                   | 927.4 - 957.6, incremento = 0.2                                                                           | 5 * (c - 340 MHz)                               |
| 9          | 1700    |              | 1749.9 - 1784.9                                          | 1844.9 - 1879.9                                           | 8762 - 8912                                                                                              | 9237 - 9387                                                                                              | 95                   | 1847.4 - 1877.4, incremento = 0.2                                                                         | 5 * c                                           |
| 10         | 1700    | EAWS A-G     | 1710 - 1770                                              | 2110 - 2170                                               | 2887 - 3163 adicional 3187, 3212, 3237, 3262, 3287, 3312, 3337, 3362, 3387, 3412, 3437, 3462             | 3112 - 3388 adicional 3412, 3437, 3462, 3487, 3512, 3537, 3562, 3587, 3612, 3637, 3662, 3687             | 400                  | 2112.4 - 2167.6, incremento = 0.2 2112.5 - 2167.5, incremento = 5                                         | 5 * (c - 1490 MHz) 5 * (c - 1430.1 MHz)         |
| 11         | 1500    | LPDC         | 1427.9 - 1447.9                                          | 1475.9 - 1495.9                                           | 3487 - 3562                                                                                              | 3712 - 3787                                                                                              | 48                   | 1478.4-1493.4, incremento = 0.2                                                                           | 5 * (c - 736 MHz)                               |
| 12         | 700     | LSMH A/B/C   | 699 - 716                                                | 729 - 746                                                 | 3617 - 3678 adicional 3707, 3732, 3737, 3762, 3767                                                       | 3842 - 3903 adicional 3932, 3957, 3962, 3987, 3992                                                       | 30                   | 731.4-743.6, incremento = 0.2 731.5, 736.5, 737.5, 742.5, 743.5                                           | 5 * (c + 37 MHz) 5 * (c + 54.9 MHz)             |
| 13         | 700     | USMH C       | 777 - 787                                                | 746 - 756                                                 | 3792 - 3818 adicional 3842, 3867                                                                         | 4017 - 4043 adicional 4067, 4092                                                                         | 31                   | 748.4-753.6, incremento = 0.2 748.5, 753.5                                                                | 5 * (c + 55 MHz) 5 * (c + 64.9 MHz)             |
| 14         | 700     | USMH D       | 788 - 798                                                | 758 - 768                                                 | 3892 - 3918 adicional 3942, 3967                                                                         | 4117 - 4143 adicional 4167, 4192                                                                         | 30                   | 760.4-765.6, incremento = 0.2 760.5, 765.5                                                                | 5 * (c + 63 MHz) 5 * (c + 72.9 MHz)             |
| 15         |         | Reservada    |                                                          |                                                           | | |                      | |                                                 |
| 16         |         | Reservada    |                                                          |                                                           | | |                      | |                                                 |
| 17         |         | Reservada    |                                                          |                                                           | | |                      | |                                                 |
| 18         |         | Reservada    |                                                          |                                                           | | |                      | |                                                 |
| 19         | 800     |              | 830 - 845                                                | 875 - 890                                                 | 312 - 363 adicional 387, 412, 437                                                                        | 712 - 763 adicional 787, 812, 837                                                                        | 45                   | 877.4-887.6, incremento = 0.2 877.5, 882.5, 887.5                                                         | 5 * (c - 735 MHz) 5 * (c - 720.1 MHz)           |
| 20         | 800     | EUDD         | 832 - 862                                                | 791 - 821                                                 | 4287 - 4413                                                                                              | 4512 - 4638                                                                                              | 41                   | 793.4 - 818.6, incremento = 0.2                                                                           | 5 * (c - 109 MHz)                               |
| 21         | 1500    | UPDC         | 1447.9 - 1462.9                                          | 1495.9 - 1510.9                                           | 462 - 512                                                                                                | 862 - 912                                                                                                | 48                   | 1498.4-1508.4, incremento = 0.2                                                                           | 5 * (c - 1326 MHz)                              |
| 22         | 3500    |              | 3410 - 3490                                              | 3510 - 3590                                               | 4437 - 4813                                                                                              | 4662 - 5038                                                                                              | 100                  | 3512.4-3587.6, incremento = 0.2                                                                           | 5 * (c - 2580 MHz)                              |
| 23         |         | Reservada    |                                                          |                                                           | | |                      | |                                                 |
| 24         |         | Reservada    |                                                          |                                                           | | |                      | |                                                 |
| 25         | 1900    | EPCS A-G     | 1850 - 1915                                              | 1930 - 1995                                               | 4887 - 5188 adicional 6067, 6092, 6117, 6142, 6167, 6192, 6217, 6242, 6267, 6292, 6317, 6342, 6367       | 5112 - 5413 adicional 6292, 6317, 6342, 6367, 6392, 6417, 6442, 6467, 6492, 6517, 6542, 6567, 6592       | 80                   | 1932.4-1992.6, incremento = 0.2 1932.5-1992.5, incremento = 5                                             | 5 * (c - 910 MHz) 5 * (c - 845.1 MHz)           |
| 26         | 850     | ECLR         | 814 - 849                                                | 859 - 894                                                 | 5537 - 5688 adicional 5712, 5737, 5762, 5767, 5787, 5792, 5812, 5817, 5837, 5842, 5862                   | 5762 - 5913 adicional 5937, 5962, 5987, 5992, 6012, 6017, 6037, 6042, 6062, 6067, 6087                   | 45                   | 861.4-891.6, incremento = 0.2 861.5, 866.5, 871.5, 872.5, 876.5, 877.5, 881.5, 882.5, 886.5, 887.5, 891.5 | 5 * (c + 291 MHz) 5 * (c + 325.9 MHz)           |
| 27         |         | Reservada    |                                                          |                                                           | | |                      | |                                                 |
| 28         |         | Reservada    |                                                          |                                                           | | |                      | |                                                 |
| 29         |         | Reservada    |                                                          |                                                           | | |                      | |                                                 |
| 30         |         | Reservada    |                                                          |                                                           | | |                      | |                                                 |
| 31         |         | Reservada    |                                                          |                                                           | | |                      | |                                                 |
| 32         | 1500    | Banda-L      | N/A                                                      | 1452 - 1496                                               | N/A | 6617 - 6813 adicional 6837, 6862, 6887, 6912, 6937, 6962, 6987, 7012                                     | N/A                  | 1454.4-1493.6, incremento = 0.2 1454.5-1489.5, incremento = 5                                             | 5 * (c - 131 MHz) 5 * (c - 87.1 MHz)            |

1. ↑  Band 32 is restricted to UTRA operation when dual band is configured (e.g., DB-DC-HSDPA or dual band 4C-HSDPA).

### Despliegues por regiones (UMTS-FDD)
La siguiente tabla muestra las bandas UMTS estandarizados y su uso regional . Las principales bandas UMTS están en letra negrita .
- Redes en bandas UMTS 1 y 8 son adecuados para el roaming mundial de Regiones de la UIT 1, 2 (algunos países) y 3.

| Banda UTRA | ƒ (MHz) | Nombre común | Norteamérica                                                        | Latinoamérica | Europa | Asia                                                                                         | África                | Oceanía                                                  |
| ---------- | ------- | ------------ | ------------------------------------------------------------------- | --- | ------ | -------------------------------------------------------------------------------------------- | --------------------- | -------------------------------------------------------- |
| 01         | 2100    | IMT          | No                                                                  | Aruba (SetarNV), Uruguay (Ancel), Brasil, Costa Rica                                                                         | Sí     | Sí                                                                                           | Sí                    | Sí                                                       |
| 02         | 1900    | PCS A-F      | Sí                                                                  | Bolivia (Nuevatel) Chile (Entel)                                                                                             | No     | No                                                                                           | No                    | No                                                       |
| 04         | 1700    | AWS A-F      | USA & PR (T-Mobile) (Eliminada), Canadá (Eastlink, Vidéotron, Wind) | Chile (WOM) | No     | No                                                                                           | No                    | No                                                       |
| 05         | 850     | CLR          | Sí                                                                  | Sí | No     | Hong Kong (SmarTone), Israel (Cellcom, Pelephone), Filipinas (SMART), Tailandia (DTAC, True) | No                    | Australia (Telstra, VHA), New Zealand (Spark)            |
| 06         | 800     |              |                                                                     | |        |                                                                                              |                       |                                                          |
| 08         | 900     | E-GSM        | No ·                                                                | Chile (Entel Chile), República Dominicana (Orange), El Salvador (Digicel), Paraguay (VOX), Perú (Bitel) Venezuela (Digitel), | Sí     | Sí                                                                                           | South Africa (Cell C) | Australia (Optus, VHA), New Zealand (2degrees, Vodafone) |
| 09         | 1700    |              | No                                                                  | No | No     | Japón (SoftBank Mobile)                                                                      | No                    | No                                                       |
| 11         | 1500    | LPDC         | No                                                                  | No | No     | Japón (SoftBank Mobile)                                                                      | No                    | No                                                       |
| 19         | 800     |              | No                                                                  | No | No     | Japón (NTT docomo)                                                                           | No                    | No                                                       |

### UMTS-TDD Bandas de frecuencias y anchuras de banda de canal
UMTS-TDD La tecnología ha sido estandarizada para el uso en las siguientes bandas:
| Banda de operación | Banda de frecuencia | Frecuencia (MHz) | Número de canal UARFCN |
| ------------------ | ------------------- | ---------------- | ---------------------- |
| A (Inferior)       | IMT                 | 1900 - 1920      | 9504 - 9596            |
| A (Superior)       | IMT                 | 2010 - 2025      | 10054 - 10121          |
| B (Inferior)       | PCS                 | 1850 - 1910      | 9254 - 9546            |
| B (Superior)       | PCS                 | 1930 - 1990      | 9654 - 9946            |
| C                  | PCS (Duplex-Gap)    | 1910 - 1930      | 9554 - 9646            |
| D                  | IMT-E               | 2570 - 2620      | 12854 - 13096          |
| E                  |                     | 2300 - 2400      | 11504 - 11996          |
| F                  |                     | 1880 - 1920      | 9404 - 9596            |